# Geschichte einer stillen Frau

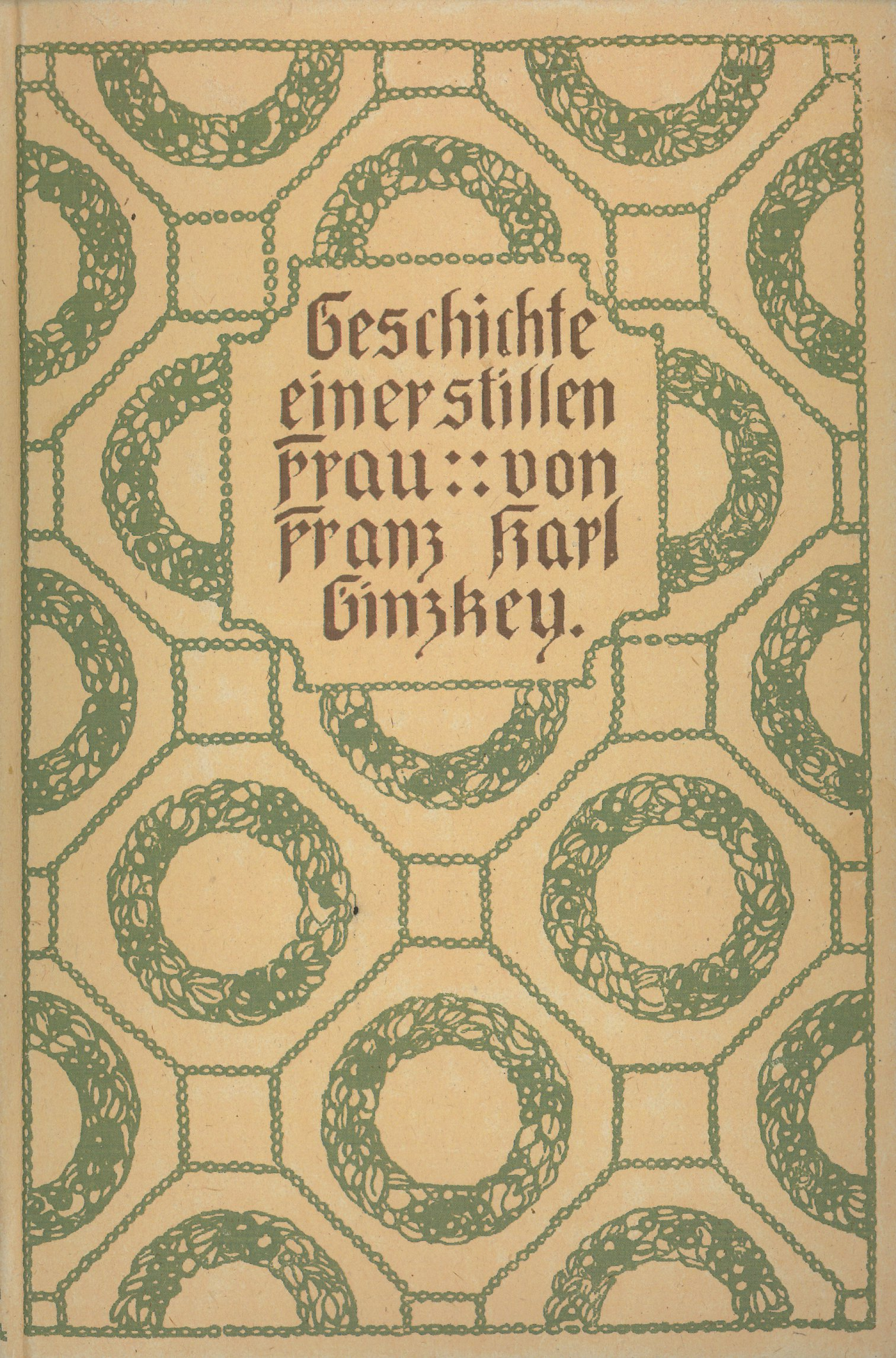
Franz Karl Ginzkey, Geschichte einer stillen Frau

Geschichte einer stillen Frau ist ein Roman des österreichischen Schriftstellers Franz Karl Ginzkey, der erstmals 1909 erschien. Im Mittelpunkt steht das tragische Schicksal einer Künstlergattin. Einband und Vignetten der Erstausgabe stammen von Alfred Keller.
Nachdem Ginzkey zuerst als Lyriker hervorgetreten war, veröffentlichte er 1908 seinen ersten Roman Jakobus und die Frauen, der stark autobiographisch gefärbt war. Ein Jahr später folgte der zweite Roman Geschichte einer stillen Frau. In diesem verarbeitete er Erlebnisse, die er während eines Sommeraufenthalts in dem steirischen Ort Pernegg an der Mur hatte, zu einer Romanhandlung. Eine große Rolle in dem Buch spielt die bildhafte und ausdrucksstarke Schilderung der Natur. Die Zeichnung seelischer Zustände der handelnden Personen ist sehr fein, allerdings muss man diesen Roman im Ganzen als eines der weniger gelungenen Bücher Ginzkeys bezeichnen, der zu sehr Unterhaltungsroman ist. Erst in seinem nächsten Buch Der von der Vogelweide gelang ihm mit einem historischen Stoff einer seiner besten Romane. Die Stärke des Autors ist und bleibt aber die Lyrik und die kleine Prosaform der Novelle.

## Inhalt

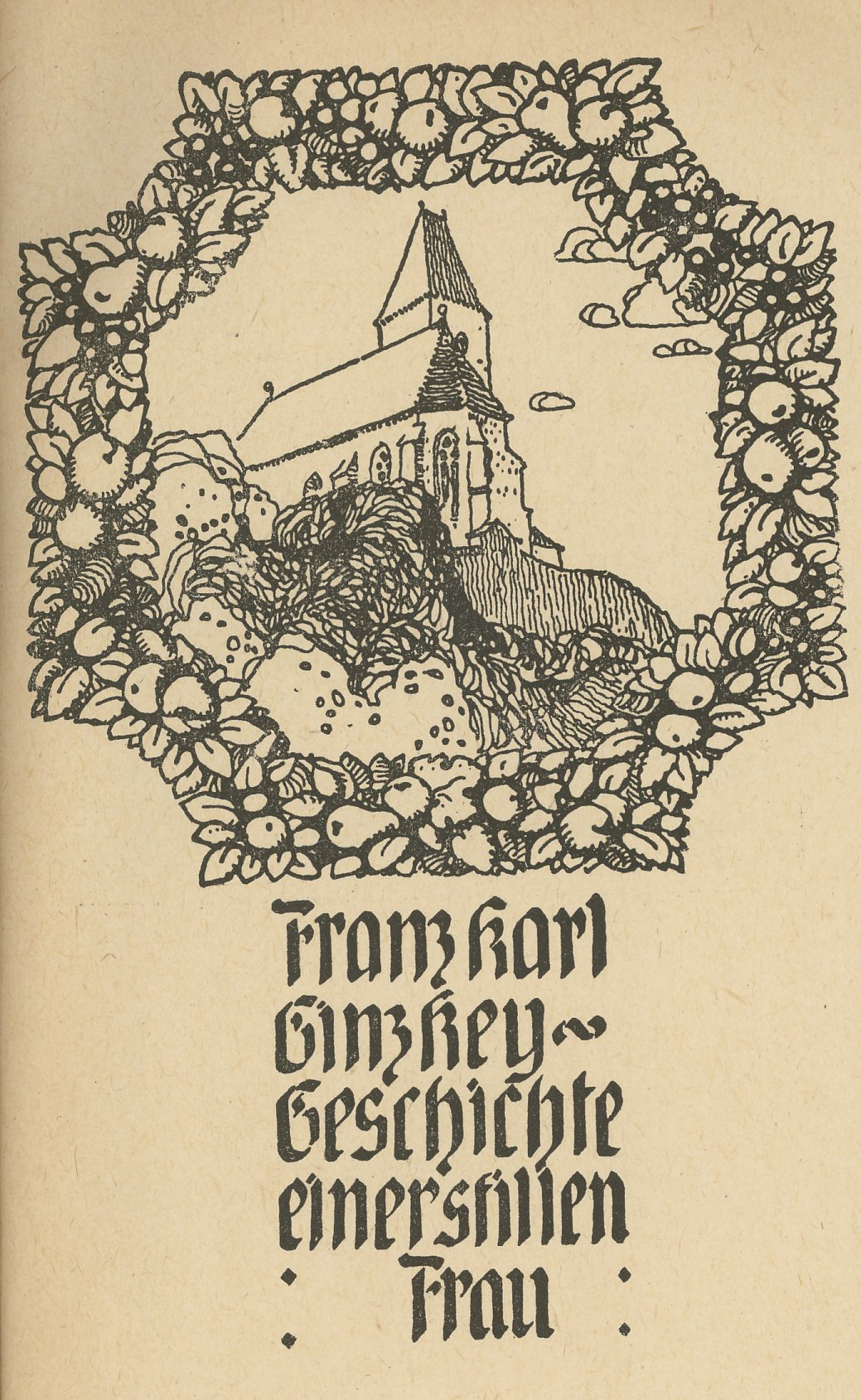
Frontispiz von Alfred Keller

In ein kleines steirisches Dorf im Murtal kommt der angesehene Wiener Maler Lernemann mit seiner Frau Elsbeth. Er soll für die Kirche des Ortes ein Madonnenbild malen, für das ihm seine Frau als Modell dienen soll. Lernemann hängt zwar an seiner Frau, braucht die Sicherheit ihrer fürsorglichen Liebe, betrügt sie aber dennoch immer wieder. Er kann den Reizen der Frauen nicht widerstehen, auch wenn er immer wieder mit sich selbst deswegen zu kämpfen hat. Nun hat er seiner Frau versprochen, sie als Modell zu verwenden, was Elsbeth zeigt, dass sich sein Künstlertum sehr wohl nach wie vor auch an ihr entzünden kann.
Im Dorf lebt Frau von Wergendheim, eine reiche, schöne und lebenslustige Witwe, die das Madonnenbild in Auftrag gegeben hat. Lernemann ist von ihr fasziniert und versucht sie zu gewinnen. Als diese aber von Lernemanns Frau erfährt und sie auch persönlich kennenlernt, da will sie seinem Werben zunächst nicht nachgeben. Lernemann aber erkennt, als er vor seiner Staffelei sitzt, dass seine Frau ihn nicht zu inspirieren vermag. Und auch Elsbeth spürt wiederum, dass seine Gedanken nicht bei ihr sind.
Mehrere Nebenfiguren nehmen in der Romanhandlung breiten Raum ein. Da ist der alte und weise Pfarrer des Ortes sowie sein todkranker Kaplan, mit dem Elsbeth in sehr persönliche und tiefgehende Gespräche kommt. Er wurde nur seiner Mutter zu Gefallen Priester, glaubt aber selbst gar nicht, was er verkünden sollte und ist den Naturwissenschaften sehr verbunden. Er ist unglücklich wie Elsbeth, wenn auch aus anderem Grund. Im Gasthof des Dorfes, wo Lernemann mit seiner Frau wohnt, verkehren auch die Honoratioren des Ortes, die eine lebensfrohe und unterhaltende Seite in den Roman einbringen. Schließlich kommen zwei junge Frauen aus Wien zur Sommerfrische in das Dorf, eine Ärztin und ihre jüngere schöne Schwester Martha.
Lernemann ist von dem Mädchen sogleich beeindruckt und Festlichkeiten während des Sommers bieten ihm Gelegenheiten sich an sie anzunähern. Ein heimlicher Kuss im nächtlichen Dunkel bedeutet für ihn wiederum einen weiblichen Reiz, für das junge und naive Kind aber tiefe Verwirrung und großen Ernst. Als sie gleich darauf verschwindet, ahnt Lernemann, was er angerichtet hat und versucht verzweifelt sie zu finden. Es gelingt ihm nicht und Martha begeht in der Mur Selbstmord.
Selbst in dieser dramatischen Situation weicht Elsbeth nicht von ihrem Mann. Sie hat sich längst mit seinem Wesen abgefunden, liebt ihn nach wie vor, wenngleich sie auch still leidet. Dies erkennend, verspricht Lernemann seiner Frau, das Madonnenbild mit ihren Zügen zu vollenden. Vor der Abreise nach Wien blickt Elsbeth noch einmal in die treibenden, rollenden Wellen der Mur, die ihr die Unabänderlichkeit des Lebens ausdrücken.

## Ausgaben
- Geschichte einer stillen Frau. L. Staackmann, Leipzig 1909
- Geschichte einer stillen Frau. Roman. Zsolnay, Wien 1951